# Sirsukh

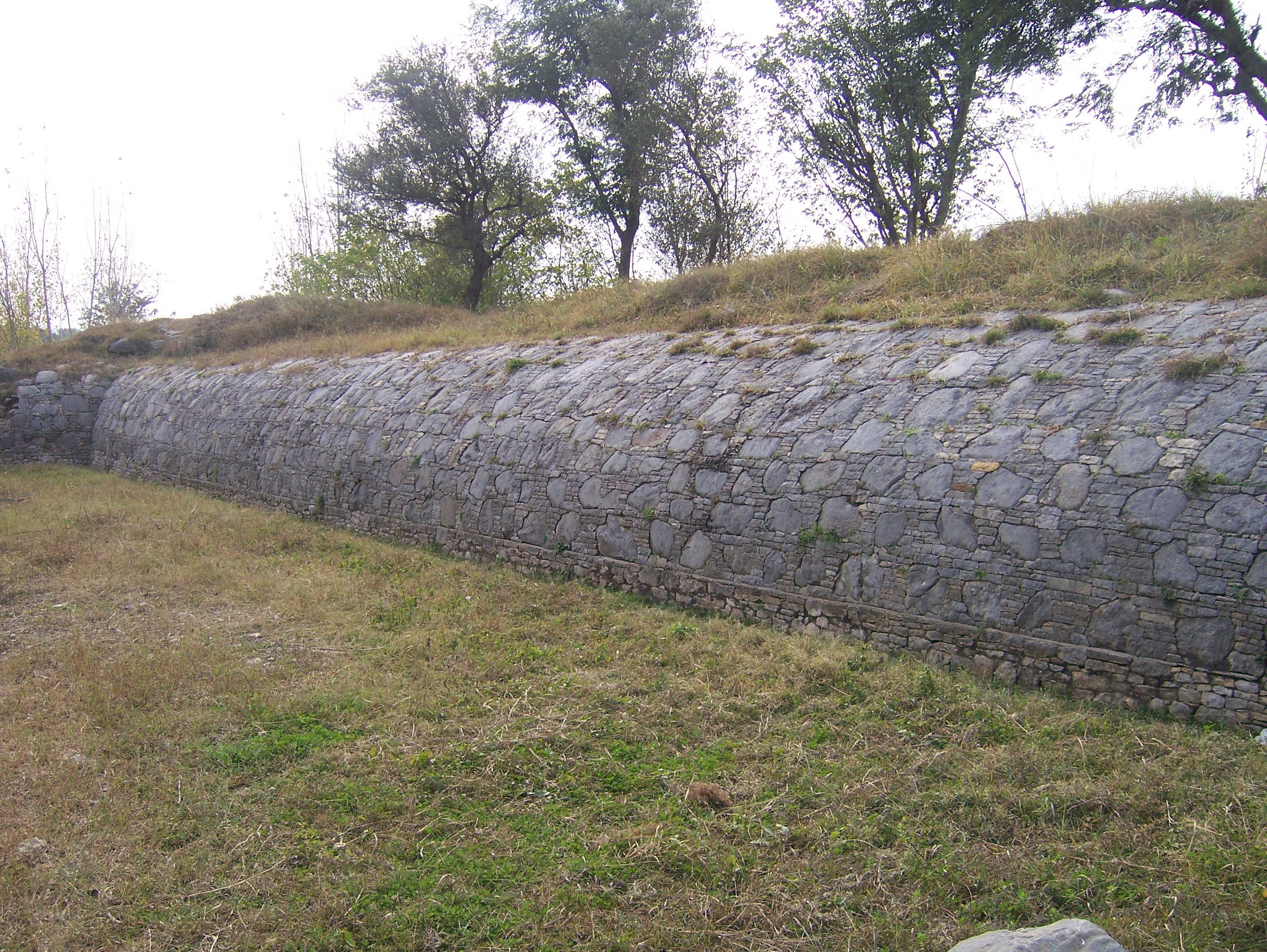
Die Mauer von Sirsukh, Taxila

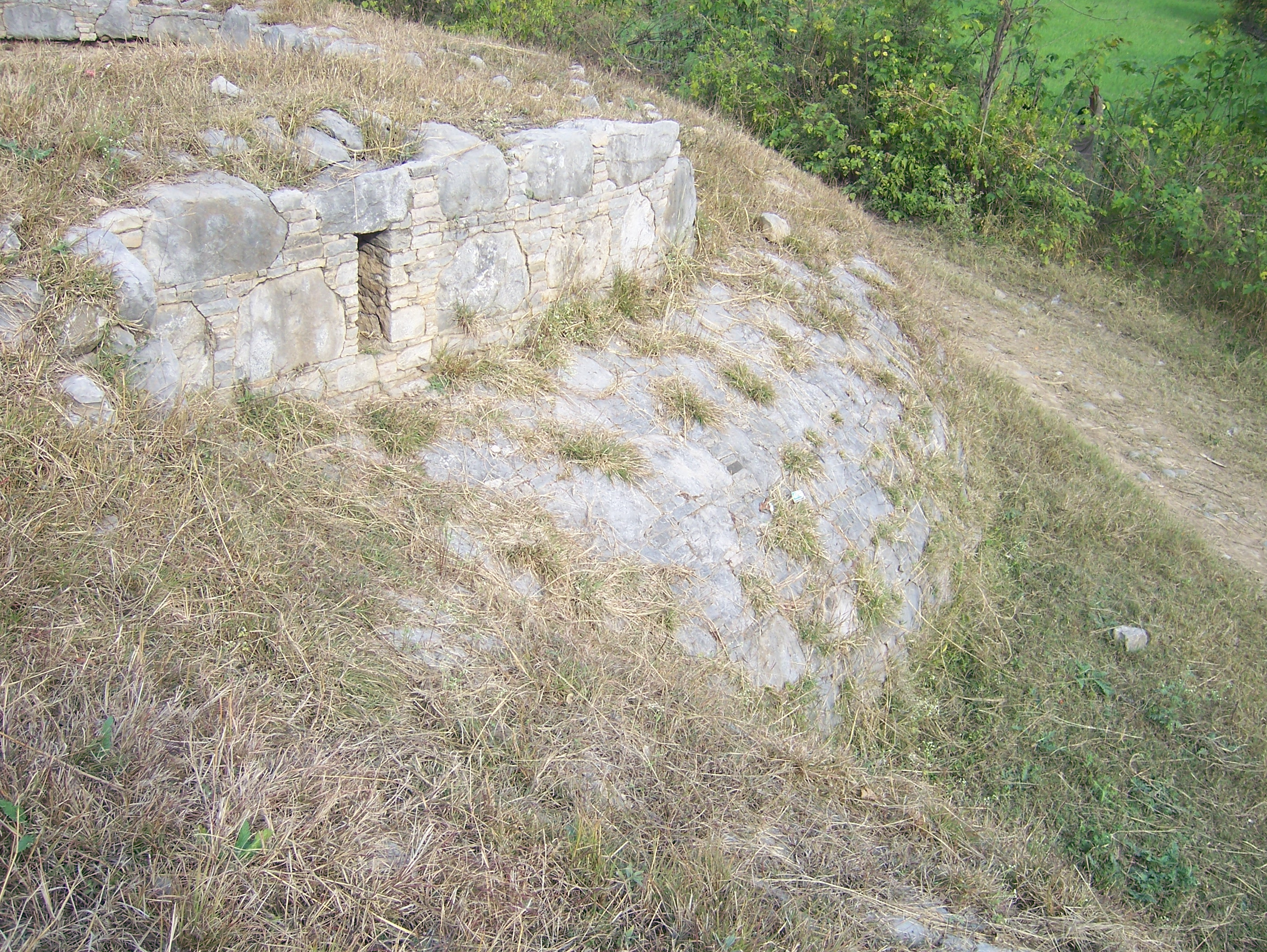
Bastion in der Mauer von Sirsukh mit Schießscharte für die Bogenschützen, Taxila

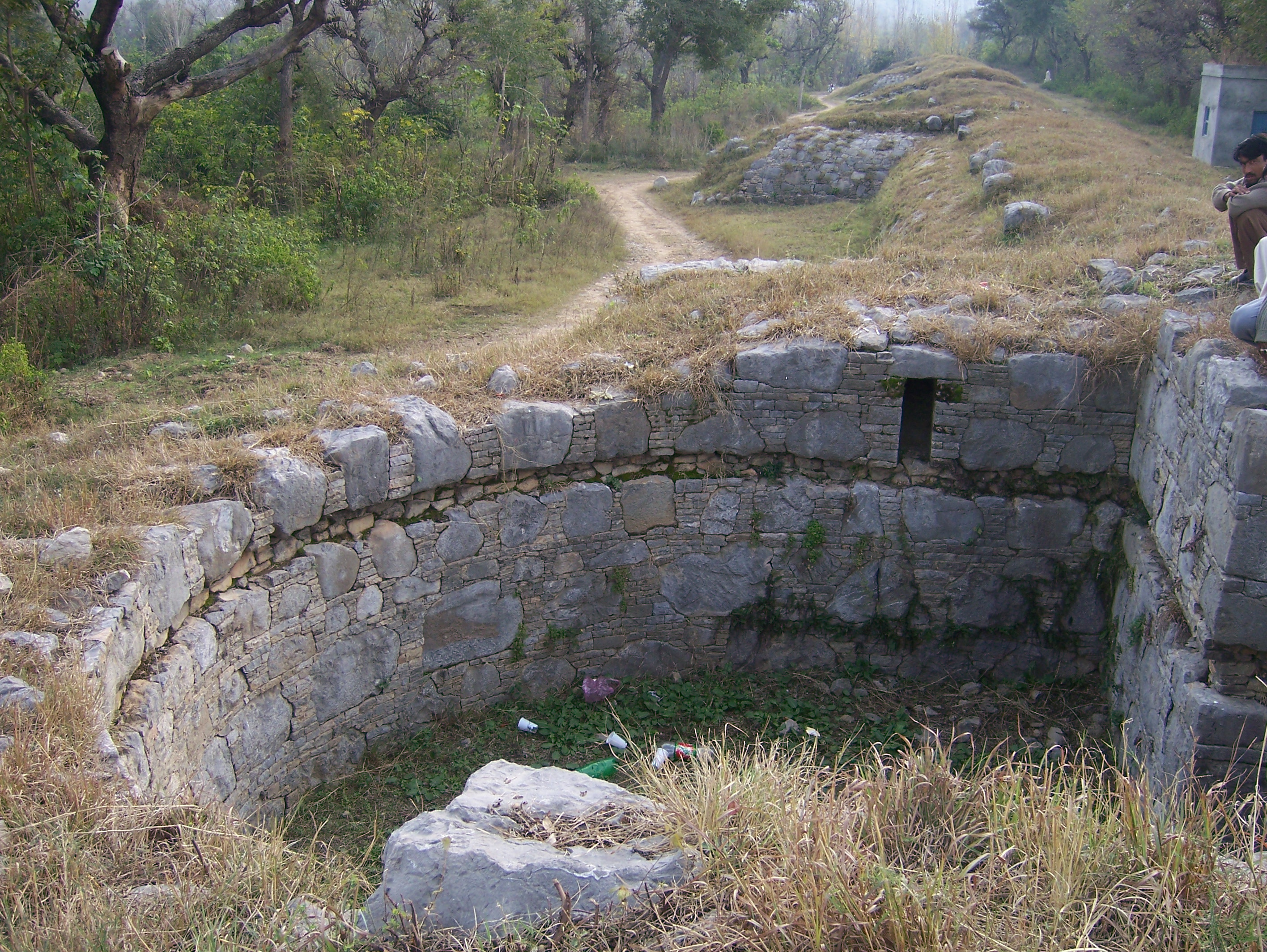
Im Inneren der Bastion in der Mauer von Sirsukh, Taxila

Sirsukh (Urdu سر سکھ) ist eine Stadtanlage bei Taxila in der pakistanischen Provinz Punjab.

## Die Stadt
Sirsukh wurde von dem Kuschana-König Kanishka um das Jahr 80 n. Chr. gegründet. Die Kuschan-Könige entschieden, die alte Stadtanlage von Taxila, Sirkap, zu verlassen und stattdessen eine neue Stadt auf der anderen Seite des Baches Lundi-Nala zu bauen. Die Stadtmauer von Sirsukh ist rund fünf Kilometer lang und rund 5,4 Meter breit. Die Stadtanlage umfasst ein etwa 2300 × 1000 Meter großes Areal in westöstlicher Ausrichtung. Sirsukh wurde bei der Eroberung des Punjab durch die Hephthaliten („weiße Hunnen“, vermutlich jedoch eher die Alchon-Gruppe) am Ende des fünften Jahrhunderts verwüstet.
Die alte Stadtanlage wurde in den Jahren 1915 und 1916 nur zu einem sehr kleinen Teil ausgegraben. Sie gehört als Teil von Taxila seit 1980 zum UNESCO-Weltkulturerbe.

## Die Stadtmauer
Die Stadtmauer wurde aus großen Steinblöcken erbaut. Die Mauer ist auf der Außenseite sehr glatt. Bastionen zur Verteidigung der Stadt sind in kleinen Abständen in der Mauer vorhanden. Die Bastionen weisen eine runde Struktur auf und enthalten Schießscharten für Bogenschützen.